# Soto del Barco
Soto del Barco – gmina w Hiszpanii, w prowincji Asturia, w Asturii, o powierzchni 35,34 km². W 2011 roku gmina liczyła 4048 mieszkańców.